# حالة الاتحاد (فلم 2005)
إكس إكس إكس: حالة الاتحاد (بالإنجليزية: XXX: State of the Union) هو فيلم اكشن وحركة تم إخراجه من قبل المخرج لي تاماوري تناول الهجوم على مخبأ وكالة الامن القومي الامريكية التي قائدها هو اغسطس غيبنز الممثل بشخصيته صامويل جاكسون وفقد أحد رجاله إلا أنه ادعى الذهاب إلى السجن ليضع رجلا يكون بديلا جديدا، بطل الفيلم هو هذا الرجل المسجون داريوس ستون الممثل بشخصيته ايس كيوب.

## القصة
- في فرجينيا، يكتشف مربي ماشية جثة على مزرعته وقرر التحقيق.كما يجد مزيدا من الجثث، وتم قتله، وفي الوقت نفسه، استخدم المهاجمين متفجرات خاصة لاقتحام وكالة الأمن القومي الأمريكية.غيبنز اراد العثور على شخص من السجن كونه منفذ مهامه، الذي يشغل حاليا من9 إلى 20 سنة في اسجن
- ذهب غيبنز كمحام للشخص المسجون الذي يدعى ستون أو اكس وجعل معه صفقة، وفي وقت اخر هرب بوضع عملية هروب جريئة...
- يلتقي اكس مع زيك صديقه القديم في الجريمة وكذلك لولا صديقته السابقة التي تدر الآن متجر سيارات غريبة، لكن اراد العثور على الاقراص الصلبة من الوكالة...
- تم القبض على غيبنز من طرف الوزير ديكرت وتم تركه في منزل مقتولا عبر انفجار...
- ومن بعد دالك اراد اكسرالتعرف على ديكرت من خلال الصديقة تشارلي التي قتلت وزير الاركان جاك بيتيبون في المنزل ورحلت مع ان اكس لم يرحل...
- وصلت الشرطة ودخل المنزل ستيل الشرطي وجعل صفقة مع اكس وهرب اكس من الشرطة لانه لبس لبسة شرطية عندما قتل شرطيا...
- اكتشف اكس عدم موت الوكيل غيبنز ونقذه من السجن العسكري الذي كان يحكمه ديكرت الوزير
- قدمت لولا سيارة فاخرة ل اكس ومع اكس 3 طائرات للقضاء على ديكرت الذي كان هاربا في القطار وصل اكس بالسيارة على القطار وتمت المشاجرة بين اكس وديكر وتم تفجير القطار لكن اكس خرج منه قبل التفجير.

## روابط خارجية
- مقالات تستعمل روابط فنية بلا صلة مع ويكي بيانات